# Shannara
Shannara è una serie di libri high fantasy scritti da Terry Brooks a partire dal 1977. È composta da romanzi, da racconti brevi, e da un racconto a fumetti. Ambientata sulla Terra, in un lasso di tempo che parte dal 1997 e che ricopre oltre duemila anni di storia, la serie segue in particolare le vicende della famiglia Ohmsford, erede dell'antica stirpe Shannara. A tutt'oggi la saga è considerata il magnum opus dello scrittore statunitense. Dal secondo romanzo, Le pietre magiche di Shannara, è stata tratta nel 2016 la serie televisiva The Shannara Chronicles.

Logo della serie televisiva

## Trama
Disclaimer per i nuovi lettori: le righe seguenti contengono rivelazioni che nel flusso narrativo della saga sono espresse ben oltre la metà del ciclo e che, quindi, possono rovinare molta parte del fascino che la saga possiede.
L'ambientazione principale della saga è rappresentata da un mondo postapocalittico profondamente sconvolto dalle Grandi Guerre, una terribile serie di conflitti su scala mondiale, durata alcuni decenni, che portò alla distruzione dell'attuale civiltà tecnologica, aprendo la strada al mondo di Shannara.
Le Grandi Guerre si svolsero approssimativamente nella seconda metà del XXI secolo e furono una combinazione di attacchi chimici, batteriologici e nucleari che coinvolsero tutte le nazioni di un mondo già irrimediabilmente inquinato e privo di risorse energetiche. La popolazione venne decimata e buona parte dei superstiti subì delle mutazioni genetiche permanenti. Le Grandi Guerre, sebbene apparissero ai contemporanei come il frutto di lotte politiche e religiose, in realtà furono progettate e gestite in segreto dai demoni, umani malvagi asserviti al Vuoto, il cui unico obiettivo è quello di perseguire la distruzione in un perenne scontro con le forze del Verbo. In seguito al conflitto gran parte degli esseri viventi della Terra si estinse, flora e fauna furono trasformate, e gli stessi continenti cambiarono la loro morfologia. L'umanità, inoltre, si divise in diverse razze: Umani, Nani, Gnomi e Troll. In questo periodo anche gli Elfi tornarono a mostrarsi. A differenza degli altri popoli, gli Elfi non discendevano dai sopravvissuti alle Grandi Guerre, ma erano in realtà una razza a sé, più antica degli uomini - risalente ai tempi del mitico regno di Faerie - che era rimasta volutamente nascosta per secoli agli occhi dell'umanità.
Nel futuristico ritorno al passato rappresentato nella serie di Shannara, il mondo naturale è rifiorito, la magia è riapparsa contrapponendosi alla tecnologia delle ere passate, praticamente scomparsa. A vegliare sulle Quattro Terre dalla fortezza di Paranor vi è l'ordine dei Druidi. Inizialmente costituito come garante della conservazione del sapere e della pace, con il passare del tempo l'ordine arrivò quasi all'estinzione a causa della corruzione portata da Brona: pochi esponenti, tra cui Bremen e Allanon, continuarono ad operare per lo studio e l'insegnamento della magia, mentre gli altri furono eliminati nella prima delle tre Guerre delle Razze. I protagonisti dei vari cicli sono gli esponenti della famiglia Ohmsford, i quali, ultimi detentori di tracce di magia elfica in quanto discendenti di Jerle Shannara, sono di volta in volta chiamati a misurarsi con missioni di grande importanza per la sopravvivenza delle Quattro Terre.

## Opere

### Cicli
L'elenco delle opere di seguito presentato si riferisce alla fabula, cioè alla sequenza cronologica degli eventi della saga, che differisce dall'ordine di pubblicazione delle opere stesse.

#### Ciclo del demone
Questa trilogia è notoriamente la più singolare della produzione di Brooks. Essa è ambientata nel mondo contemporaneo, nello specifico la società nordamericana di fine XX secolo. Protagonista della saga è Nest Freemark, una ragazza dotata di invidiabili capacità atletiche e di poteri magici ereditati dalle donne della famiglia sue antenate. Per via di questa magia innata, la ragazza è oggetto di contesa tra i servitori del Verbo, tra cui il co-protagonista John Ross, e i demoni del Vuoto.
Le vicende del Verbo e del Vuoto sono state riprese da Brooks nella trilogia La genesi di Shannara, che unisce questa saga con tutte le successive, narrando il declino definitivo della società moderna che dalle sue ceneri farà risorgere un mondo nuovo.
Libri
- Il demone (Running with the Demon, 1997)
- Il cavaliere del verbo (A Knight of the Word, 1998)
- Il fuoco degli angeli (Angel Fire East, 1999)

#### La genesi di Shannara
Il 29 agosto 2006 segna l'uscita in America di "Armageddon's Children" il primo libro della trilogia pre-Shannara che narra le vicende durante l'ultimo periodo della distruzione del Vecchio Mondo (le "Grandi Guerre" citate nelle saghe di Shannara). La nuova opera riprende personaggi ed eventi lasciati in sospeso alla fine del ciclo precedente e introduce particolari (personaggi, amuleti...) che ritroveremo nelle saghe di Shannara; una vera e propria testa di ponte che ci conduce nella trasformazione del nostro Mondo nelle Quattro Terre. Il titolo scelto per l'edizione italiana (uscita il 26 settembre 2006) è I figli di Armageddon.
Il secondo libro della saga, pubblicato negli Usa a fine agosto 2007, è intitolato "The Elves of Cintra" (Gli elfi di Cintra Mondadori Settembre 2007).
Il terzo libro, è stato pubblicato negli USA il 26 agosto 2008 ed è intitolato "The Gypsy Morph", la versione Italiana (L'esercito dei demoni) invece è uscita il 3 marzo 2009.
Libri
- I figli di Armageddon (Armageddon's Children, 2006)
- Gli elfi di Cintra (The Elves of Cintra, 2007)
- L'Esercito dei Demoni (The Gypsy Morph, 2009)

#### Le leggende di Shannara
Composto da L'ultimo cavaliere e Il potere della magia, è il seguito della precedente trilogia. Gli eventi narrati in questi libri si svolgono 500 anni dopo la fine di L'esercito dei demoni quando Falco si è tramutato in nebbia per difendere gli abitanti della valle da un attacco di missili nucleari.
Libri
- L'ultimo cavaliere (Bearers of the Black Staff, 2010)
- Il Potere della Magia (The Measure of the Magic, 2011)

#### Il preludio di Shannara
Scritto nel 1996, questo romanzo è un preludio a tutte le opere successive della serie di Shannara. Narra della Seconda Guerra delle Razze, della distruzione dell'ordine dei druidi, della forgiatura della Spada di Shannara, dello scontro con il Signore degli Inganni. Vi sono riferimenti ed approfondimenti su tematiche comparse nei libri precedentemente pubblicati.
Il fondatore della dinastia di Shannara è Jerle Shannara, vissuto al tempo della Seconda Guerra delle Razze scatenata dal druido corrotto Brona. Dominato dal potere dell'Ildatch, Brona istiga gli uomini a iniziare una guerra di conquista ai danni delle altre razze. Jerle Shannara riuscirà a sconfiggere Brona (senza però ucciderlo) e trasmette inconsapevolmente alla sua discendenza l'eredità di affrontare il malvagio al suo ritorno.
Libri
- Il primo re di Shannara (First King of Shannara, 1996)

#### Il ciclo di Shannara
Il ciclo di Shannara racconta la storia della famiglia Shannara-Ohmsford, una famiglia di sangue elfico, poi incrociato con sangue umano, e detentrice di poteri magici innati. A causa di tali poteri magici, gli Ohmsford si trovano ad avere la responsabilità di difendere il mondo dai pericoli che lo minacciano, e ripristinare l'ordine nei periodi oscuri della storia. Le loro vicende sono strettamente legate a quelle dei Druidi di Paranor e degli Elfi.
Nel primo libro della serie, La spada di Shannara, il "mezzelfo" Shea Ohmsford, ignaro delle proprie origini, viene chiamato dal potente druido Allanon, filo conduttore della trilogia, a difendere il mondo dalla minaccia costituita dal ritorno del druido corrotto Brona, noto con il nome di "Signore degli Inganni". Per fare questo, Shea deve ritrovare la spada forgiata dal suo avo Jerle Shannara.
Il nipote di Shea, Wil Ohmsford, protagonista del secondo libro Le pietre magiche di Shannara, è il primo della discendenza ad avere contatti diretti con gli elfi, sopravvissuti del tempo di Faerie a una guerra contro i Demoni. Allanon chiede a Wil di usare i propri poteri magici per salvare il sigillo dell'Eterea, l'albero degli elfi, che impedisce ai Demoni di tornare nel mondo oltrepassando la magica barriera chiamata del Divieto.
Nel terzo libro La canzone di Shannara la figlia di Wil, Brin Ohmsford, è incaricata di trovare e distruggere l'Ildatch, il libro della Magia Nera, andato perduto dopo la sconfitta del Signore degli Inganni, mentre il fratello Jair Ohmsford deve salvare il Fiume Argento dal veleno generato delle creature dell'Ildatch.
Libri
- La spada di Shannara (The Sword of Shannara, 1977)
- Le pietre magiche di Shannara (The Elfstones of Shannara, 1982)
- La canzone di Shannara (The Wishsong of Shannara, 1985)

#### Il ciclo degli eredi di Shannara
Il ciclo si compone di quattro libri: Gli eredi di Shannara (1990), Il druido di Shannara (1992), La regina degli Elfi di Shannara (1993) e I talismani di Shannara (1994). I nemici da affrontare sono gli Ombrati, mostruose creature di natura sconosciuta che devastano le terre e si cibano di magia, e la Federazione, una spietata entità politica degli Uomini ostile a qualsiasi forma di magia, che ha ridotto i Nani in schiavitù e costretto alla diaspora il popolo degli Elfi. Lo spirito del druido Allanon convoca dunque i discendenti degli Ohmsford ed assegna ad ognuno un compito necessario per salvare le Quattro Terre: ritrovare la scomparsa Spada di Shannara, riportare in patria il popolo elfico, riportare nel mondo reale la fortezza dei druidi di Paranor. La storia è dunque incentrata sul tentativo di riportare nel mondo la magia necessaria per sconfiggere il potere degli Ombrati.
La tetralogia degli Eredi di Shannara è ambientata circa tre secoli dopo le gesta di Jair e Brin, in un mondo trasformato dall'avvento di una nuova minaccia, la Federazione, dietro cui si nasconde una minaccia ancora maggiore, quella degli Ombrati, che hanno causato la sparizione degli elfi. Wren Ohmsford, Walker Boh, Coll e Par Ohmsford, discendenti di Shea, sono coinvolti in una serie di imprese volte a ristabilire l'ordine e riportare nelle Quattro Terre la perduta Paranor, roccaforte del sapere degli antichi Druidi. Wren dovrà ritrovare gli elfi, e diventare loro regina; Walker partirà in ricerca di un misterioso e antico spirito della pietra, mentre i due fratelli tenteranno di sconfiggere gli ombrati.
Libri
- Gli eredi di Shannara (The Scions of Shannara, 1990)
- Il druido di Shannara (The Druid of Shannara, 1991)
- La regina degli Elfi di Shannara (The Elf Queen of Shannara, 1992)
- I talismani di Shannara (The Talismans of Shannara, 1993)

#### Il viaggio della Jerle Shannara
La ricostituzione dell'antico potere dei druidi, tuttavia, non può essere portato a termine senza recuperare un'antica conoscenza magica dimenticata. Walker Boh inizia un viaggio alla ricerca dei talismani perduti oltre lo Spartiacque Azzurro, nella terra di Parkasia, inseguito da Grianne Ohmsford, una degli ultimi discendenti della stirpe di Shannara, corrotta in gioventù dal Morgawr. La stessa Grianne è chiamata a diventare il nuovo Druido Supremo di Shannara. Accetterà il pesante fardello?
In questa trilogia Brooks racconta le vicende successive al ciclo degli Eredi di Shannara. Essa si compone di tre libri: La strega di Ilse (2000), Il labirinto (2001) e L'ultima magia (2002). Le vicende sono ambientate quasi completamente al di fuori delle Quattro Terre, in un continente al di là dello Spartiacque Azzurro dove si trova una città fantasma dell'epoca delle Grandi Guerre. Compito dei nuovi discendenti degli Ohmsford è impadronirsi della formidabile fonte di potere e magia che si trova nei meandri di questa città, ma la spedizione comandata dal druido Walker Boh e dal principe degli Elfi è ostacolata dalle forze della strega di Ilse e del suo misterioso maestro, il Morgawr. Elemento peculiare di questa trilogia è il modo in cui Brooks racconta il confronto tra il mondo magico di Shannara e quello tecnologico del nostro mondo prima delle Grandi Guerre.
Libri
- La strega di Ilse (Ilse Witch, 2000)
- Il Labirinto (Antrax, 2001)
- L'ultima magia (Morgawr, 2002)

#### Il druido supremo di Shannara
La trilogia successiva, Il Druido Supremo di Shannara, ruota intorno al salvataggio di Grianne Ohmsford, misteriosamente scomparsa, dopo un complotto di alcuni druidi malvagi. Il nipote di Grianne, Penderrin Ohmsford, scopre che la zia si trova nel mondo del Divieto, e che un pericoloso demone ha preso il suo posto.
Direttamente successiva a quella de Il viaggio della Jerle Shannara, questa trilogia è l'ultima in ordine di tempo scritta da Brooks ed è il proseguimento delle vicende narrate nel ciclo precedente (è ambientata, infatti, vent'anni dopo). Si compone di tre libri: Jarka Ruus (2003), Tanequil (2004) e La regina degli Straken (2005). La vicenda è nuovamente ambientata nelle Quattro Terre, con alcune deviazioni in un mondo parallelo, quello del Divieto abitato dai Demoni descritto da Brooks ne Le pietre magiche di Shannara. Protagonista centrale è Grianne, la strega di Ilse della trilogia precedente.
Libri
- Jarka Ruus (id., 2003)
- Tanequil (id., 2004)
- La regina degli Straken (Straken, 2005)

I paladini di Shannara, gruppo di racconti brevi pubblicato in Italia in più formati
- La ricerca di Allanon (racconto breve, 2012: ambientato immediatamente prima de "La Spada di Shannara")
- La scelta del maestro d'armi (racconto breve, 2013: ambientato qualche tempo prima de "La Canzone di Shannara")
- L'irix nero (racconto breve, 2013: ambientato immediatamente dopo "La Spada di Shannara")

#### Gli oscuri segreti di Shannara
La trilogia si colloca temporalmente dopo la Trilogia del Druido Supremo di Shannara. Nel primo volume "I guardiani di Faerie" si narrano le vicende che ruotano attorno alla ricerca di una parte delle Pietre Magiche, scomparse da millenni. La cerca viene guidata da un esiguo gruppo di Druidi a capo di un gruppo eterogeneo messo sulle tracce delle pietre dalla giovane Alphenglow Elessendil, druido elfo, incappata in un diario segreto. La ricerca porterà in un'area irta di pericoli con conseguenze drammatiche per tutti i personaggi coinvolti.
Libri
- I guardiani di Faerie (Wards of Faerie, 2013)
- Il fuoco di sangue (Bloodfire Quest, 2014)
- Lo spettro della strega (Witch Wraith, 2015)

#### I Difensori di Shannara
In questo caso il protagonista, a differenza dei precedenti, è un discendente della famiglia Leah, stirpe da sempre amica e sostegno degli Ohmsford. Racconta la leggenda che Paxon Leah discende dalla dinastia guerriera che un tempo regnava sulle Terre Alte e combatteva con armi magiche. Ma tali re, regine ed eroi non esistono più da tempo e non c'è nulla di magico nell'antica spada che riposa sopra il camino di Paxon. Paxon che vive una vita tranquilla, occupandosi dei modesti affari di famiglia - fino a che circostanze straordinarie irrompono, per sconvolgere il suo mondo e riscrivere il suo destino. Quando la sorella minore - dal carattere fiero e irriverente - è rapita da un misterioso straniero, Paxon prova a salvarla con la sola arma di cui dispone. Durante il duello Paxon fa una scoperta davvero sconvolgente: la spada dei suoi antenati è magica. Ma questa magia, formidabile e inattesa, è pericolosa nelle mani di chi non è allenato a gestirla, e Paxon deve imparare a farlo in fretta, perché lo scontro con l'oscuro stregone Arcannen è appena iniziato. Abbandona la casa natale, dove lascia il cuore, e parte per Paranor, dove apprenderà i segreti della magia per conquistare il diritto di diventare protettore dell'Ordine dei Druidi.
Ma l'ombra del tradimento serpeggia tra i Druidi. E la magia più nera sta cercando di trasformare un'anima innocente in un emissario del male. Per fermare un complotto che minaccia non solo l'Ordine dei Druidi ma tutte le Quattro Terre, Paxon deve fare appello alla profonda magia del suo sangue e allo straordinario ardore dei suoi avi nella battaglia che il fato ha in serbo per lui.
Libri
- La lama del druido supremo (The High Druid's Blade, 2015)
- Il figlio dell'oscurità (The Darkling Child, 2016)
- La figlia dello stregone (The Sorcerer's Daughter, 2016)

#### La caduta di Shannara
Libri
- La pietra nera della magia (The Black Elfstone, 2017)
- L'invasione degli Skaar (The Skaar Invasion, 2018)
- Lo Stiehl letale (The Stiehl Assassin, 2019)
- L'ultimo druido (The Last Druid, 2020)

Opere correlate
- Il Magico Mondo di Shannara (The World of Shannara, 2001), una guida all'Universo di Shannara
- Indomito (racconto breve, 2003, pubblicato in Italia nella raccolta "Una piccola magia" 2023)
- Lo Spirito Oscuro di Shannara (racconto a fumetti, 2008)

### Cronologia
Di seguito sono elencati i principali eventi della saga:
1997 d.C.- Si svolgono gli eventi de: Il demone.
2002 d.C.- Accadono gli eventi narrati ne: Il cavaliere del verbo.
2012 d.C.- Prendono luogo gli eventi de: Il fuoco degli angeli.
2062 d.C. / 0- Scoppiano le Grandi Guerre; si svolgono gli eventi de: La genesi di Shannara.
500- Si dissolve la nebbia che proteggeva i sopravvissuti alle Grandi Guerre; prendono luogo gli eventi de: Le leggende di Shannara.
1000- A Paranor, per volere di Galaphile, si svolge il Primo Consiglio dei Druidi.
1150- Brona riesce a dominare la Razza Uomo. Ha inizio la Prima Guerra delle Razze.
1500- Ha inizio la Seconda Guerra delle Razze. Prendono luogo gli eventi de: Il primo re di Shannara.
2000- Si scatena la Terza Guerra delle Razze. Prendono luogo gli eventi de: La spada di Shannara.
2050- Il Divieto svanisce. Accadono gli eventi descritti ne: Le pietre magiche di Shannara.
2070- L'esercito delle Mortombre tormenta i Nani. Prendono luogo gli eventi narrati ne: La canzone di Shannara.
2170- Il Regno di Callahorn viene assimilato nella Federazione. Corrono le voci sull'esistenza degli Ombrati.
2270- Gli Elfi spariscono dalle Terre dell'Ovest. La Federazione sconfigge i Nani e li schiavizza. Gli Ombrati costruiscono la loro fortezza.
2370- Si verificano gli eventi descritti ne: Gli eredi di Shannara.
2470- Kael Elessedil salpa alla volta di Parkasia.
2490- Inizia la guerra tra la Federazione e i Nati Liberi.
2500- Prendono luogo gli eventi narrati ne: Il viaggio della Jerle Shannara.
2520- Grianne Ohmsford convoca il Terzo Consiglio dei Druidi. Si svolgono gli eventi de: ll druido Supremo di Shannara.
2610- Il Divieto inizia nuovamente ad erodersi. I membri del Quarto Consiglio dei Druidi iniziano la cerca delle Pietre Magiche perdute. Si svolgono gli eventi de Gli oscuri segreti di Shannara.

### Ordini di lettura: nuovi lettori[1]e lettori di ritorno[2]
Di seguito vengono elencati i cicli secondo gli ordini di lettura suggeriti dall'autore: il primo, per i nuovi lettori, ricalca quasi fedelmente quello in cui sono stati scritti, mentre il secondo, per coloro che hanno già letto la saga, segue l'ordine cronologico. È tuttavia doveroso specificare che, pur essendo questi gli ordini consigliati e pur essendo i cicli collegati, ogni ciclo, letto a sé stante, è comunque apprezzabile, pertanto questi ordini di lettura vanno presi come indicazioni generali. Per i nuovi lettori lo stesso Terry Brooks in una nota spiega: "It is important to make a note right now for new readers. If as a new reader you read the novels in chronological order, you will be significantly spoiling your foray through Terry's work.", suggerendo quindi ai nuovi lettori di non leggere i volumi seguendo l'ordine cronologico degli eventi, per evitare spoiler sulla trama.
Ordine di lettura per i nuovi lettori:
- Il ciclo di Shannara, composto da:

1. La spada di Shannara (The Sword of Shannara, 1977)
2. Le pietre magiche di Shannara (The Elfstones of Shannara, 1982)
3. La canzone di Shannara (The Wishsong of Shannara, 1985)
- Il ciclo degli eredi di Shannara, composto da:

1. Gli eredi di Shannara (The Scions of Shannara, 1990)
2. Il druido di Shannara (The Druid of Shannara, 1991)
3. La regina degli Elfi di Shannara (The Elf Queen of Shannara, 1992)
4. I talismani di Shannara (The Talismans of Shannara, 1993)
- Il primo re di Shannara (First King of Shannara, 1996)
- Indomito (racconto breve, 2003, pubblicato in Italia nella raccolta "Una piccola magia", 2023)
- Lo spirito oscuro di Shannara (racconto a fumetti, 2008)
- Il ciclo del demone (Saga del Verbo e del Vuoto, facoltativo[3]), composto da:

1. Il demone (Running with the Demon, 1997)
2. Il cavaliere del verbo (A Knight of the Word, 1998)
3. Il fuoco degli angeli (Angel Fire East, 1999)
- Amici immaginari (racconto breve in "Una piccola magia", 2023, da leggere solo qualora si abbia anche letto "Il ciclo del demone"[3])
- Guerriero (racconto breve in "Una piccola magia", 2023, da leggere solo qualora si abbia anche letto "Il ciclo del demone"[3])
- Il viaggio della Jerle Shannara, composto da:

1. La strega di Ilse (Ilse Witch, 2000)
2. Il Labirinto (Antrax, 2001)
3. L'ultima magia (Morgawr, 2002)
- Il druido supremo di Shannara, composto da:

1. Jarka Ruus (id., 2003)
2. Tanequil (id., 2004)
3. La regina degli Straken (Straken, 2005)
- La genesi di Shannara, composto da:

1. I figli di Armageddon (Armageddon's Children, 2006)
2. Gli elfi di Cintra (The Elves of Cintra, 2007)
3. L'Esercito dei Demoni (The Gypsy Morph, 2009)
- Le leggende di Shannara, composto da:

1. L'ultimo cavaliere (Bearers of the Black Staff, 2010)
2. Il Potere della Magia (The Measure of the Magic, 2011)
- Gli oscuri segreti di Shannara, composto da:

1. I guardiani di Faerie (Wards of Faerie, 2013)
2. Il fuoco di sangue (Bloodfire Quest, 2014)
3. Lo spettro della strega (Witch Wraith, 2015)
- I paladini di Shannara (gruppo di racconti brevi pubblicato in Italia in più formati), composto da:

1. La ricerca di Allanon (racconto breve, 2012: ambientato immediatamente prima de "La Spada di Shannara")
2. La scelta del maestro d'armi (racconto breve, 2013: ambientato qualche tempo prima de "La Canzone di Shannara")
3. L'irix nero (racconto breve, 2013: ambientato immediatamente dopo "La Spada di Shannara")
- I difensori di Shannara, composto da:

1. La lama del druido supremo (The High Druid's Blade, 2015)
2. Il figlio dell'oscurità (The Darkling Child, 2016)
3. La figlia dello stregone (The Sorcerer's Daughter, 2016)
- La caduta di Shannara, composto da:

1. La pietra nera della magia (The Black Elfstone, 2017)
2. L'invasione degli Skaar (The Skaar Invasion, 2018)
3. Lo Stiehl letale (The Stiehl Assassin, 2019)
4. L'ultimo druido (The Last Druid, 2020)
- Dopo la battaglia (racconto breve in "Una piccola magia", 2023)
- L'ultimo viaggio (racconto breve in "Una piccola magia", 2023)

Ordine di lettura per i lettori di ritorno:
- Il ciclo del demone (Saga del Verbo e del Vuoto, facoltativo[3]), composto da:

1. Il demone (Running with the Demon, 1997)
2. Il cavaliere del verbo (A Knight of the Word, 1998)
3. Il fuoco degli angeli (Angel Fire East, 1999)
- Amici immaginari (racconto breve in "Una piccola magia", 2023, da leggere solo qualora si abbia anche letto "Il ciclo del demone"[3])
- Guerriero (racconto breve in "Una piccola magia", 2023, da leggere solo qualora si abbia anche letto "Il ciclo del demone"[3])
- La genesi di Shannara, composto da:

1. I figli di Armageddon (Armageddon's Children, 2006)
2. Gli elfi di Cintra (The Elves of Cintra, 2007)
3. L'Esercito dei Demoni (The Gypsy Morph, 2009)
- Le leggende di Shannara, composto da:

1. L'ultimo cavaliere (Bearers of the Black Staff, 2010)
2. Il Potere della Magia (The Measure of the Magic, 2011)
- Il primo re di Shannara (First King of Shannara, 1996)
- I paladini di Shannara (gruppo di racconti brevi pubblicato in Italia in più formati), Il ciclo di Shannara, e un altro racconto breve in quest'ordine:

1. La ricerca di Allanon (racconto breve, 2012: ambientato immediatamente prima de "La Spada di Shannara")
2. La spada di Shannara (The Sword of Shannara, 1977)
3. L'irix nero (racconto breve, 2013: ambientato immediatamente dopo "La Spada di Shannara")
4. Le pietre magiche di Shannara (The Elfstones of Shannara, 1982)
5. Dopo la battaglia (racconto breve in "Una piccola magia", 2023)
6. La scelta del maestro d'armi (racconto breve, 2013: ambientato qualche tempo prima de "La Canzone di Shannara")
7. La canzone di Shannara (The Wishsong of Shannara, 1985)
- Indomito (racconto breve, 2003, pubblicato in Italia nella raccolta "Una piccola magia", 2023)
- Lo spirito oscuro di Shannara (racconto a fumetti, 2008)
- Il ciclo degli eredi di Shannara, composto da:

1. Gli eredi di Shannara (The Scions of Shannara, 1990)
2. Il druido di Shannara (The Druid of Shannara, 1991)
3. La regina degli Elfi di Shannara (The Elf Queen of Shannara, 1992)
4. I talismani di Shannara (The Talismans of Shannara, 1993)
- L'ultimo viaggio (racconto breve in "Una piccola magia", 2023)
- Il viaggio della Jerle Shannara, composto da:

1. La strega di Ilse (Ilse Witch, 2000)
2. Il Labirinto (Antrax, 2001)
3. L'ultima magia (Morgawr, 2002)
- Il druido supremo di Shannara, composto da:

1. Jarka Ruus (id., 2003)
2. Tanequil (id., 2004)
3. La regina degli Straken (Straken, 2005)
- Gli oscuri segreti di Shannara, composto da:

1. I guardiani di Faerie (Wards of Faerie, 2013)
2. Il fuoco di sangue (Bloodfire Quest, 2014)
3. Lo spettro della strega (Witch Wraith, 2015)
- I difensori di Shannara, composto da:

1. La lama del druido supremo (The High Druid's Blade, 2015)
2. Il figlio dell'oscurità (The Darkling Child, 2016)
3. La figlia dello stregone (The Sorcerer's Daughter, 2016)
- La caduta di Shannara, composto da:

1. La pietra nera della magia (The Black Elfstone, 2017)
2. L'invasione degli Skaar (The Skaar Invasion, 2018)
3. Lo Stiehl letale (The Stiehl Assassin, 2019)
4. L'ultimo druido (The Last Druid, 2020)

## Trasposizioni in altri media
I diritti di produzione di un adattamento cinematografico per tutti i racconti di Shannara vengono venduti alla Warner Bros. con scadenza ad agosto 2010. Le pietre magiche di Shannara fu scelto come primo libro a essere tradotto in lungometraggio, con la direzione di Mike Newell, regista di film importanti come Harry Potter e il calice di fuoco e il più recente Prince of Persia: Le sabbie del tempo. A partire dall'iniziale offerta della Warner Bros., furono realizzati i provini degli attori e la realizzazione della sceneggiatura. I diritti di produzione tuttavia scaddero e Mike Newell sparì dal progetto per iniziare la realizzazione del lungometraggio di Prince of Persia. Lo stesso Terry Brooks espresse frustrazione per l'accaduto e manifestò il desiderio di vedere il libro sul grande schermo. Rivelò in seguito che altre compagnie cinematografiche erano interessate alla produzione del film ma non ha ceduto i diritti di produzione della sua opera.
L'autore è entrato in una partnership con la Sonar Entertainment nel 2013 per la produzione di una serie televisiva i cui diritti sono stati acquistati da MTV. La prima stagione di The Shannara Chronicles è basata sul secondo libro della serie Le pietre magiche di Shannara e composta da dieci episodi. Le riprese sono iniziate nei primi mesi di giugno 2015 in Nuova Zelanda. La serie ha debuttato il 5 gennaio 2016 su MTV negli Stati Uniti e il 15 gennaio 2016 in Italia su Sky Atlantic.